# 比尤納維斯塔 (加利福尼亞州阿馬多爾縣)
比尤納維斯塔（英語：Buena Vista）是位於美國加利福尼亞州阿馬多爾縣的一個人口普查指定地區。

## 地理
比尤納維斯塔的座標為38°17′40″N 120°54′48″W / 38.29444°N 120.91333°W，而該地最高點為海拔高度90米（即295英尺）。

## 人口
根據2010年美國人口普查的數據，比尤納維斯塔的面積為4.20平方千米，當中陸地面積為4.20平方千米，而水域面積為0.00平方千米。當地共有人口429人，而人口密度為每平方千米102人。